# The Professor and the Madman
The Professor and the Madman is een Amerikaans-Ierse biografische dramafilm uit 2019 onder regie van Farhad Safinia. De film is gebaseerd op het non-fictieboek The Surgeon of Crowthorne (1998) van auteur Simon Winchester. De hoofdrollen worden vertolkt door Mel Gibson en Sean Penn.

## Verhaal
In de 19e eeuw begint professor James Murray een uitgebreide woordenlijst samen te stellen voor de eerste editie van de Oxford English Dictionary. Hij ontvangt meer dan tienduizend bijdrages van dr. William Chester Minor, die op dat ogenblik opgesloten zit in een gesticht.

## Rolverdeling
| Acteur           | Personage                 |
| ---------------- | ------------------------- |
| Mel Gibson       | James Murray              |
| Sean Penn        | William Chester Minor     |
| Natalie Dormer   | Eliza Merrett             |
| Eddie Marsan     | Muncie                    |
| Jennifer Ehle    | Ada Murray                |
| Jeremy Irvine    | Charles Hall              |
| David O'Hara     | Church                    |
| Ioan Gruffudd    | Henry Bradley             |
| Brendan Patricks | Lord Randolph Churchill   |
| Stephen Dillane  | Dr. Richard Brayne        |
| Steve Coogan     | Frederick James Furnivall |
| Laurence Fox     | Philip Lyttelton Gell     |
| Aidan McArdle    | Defense Attorney Clarke   |
| Adam Fergus      | Alfred Minor              |
| Anthony Andrews  | Benjamin Jowett           |
| Lars Brygmann    | Max Müller                |

## Productie
Producent en hoofdrolspeler Mel Gibson werkte zo'n twintig jaar aan een verfilming van Simon Winchesters non-fictieboek The Surgeon of Crowthorne. In 2016 ging het project definitief van start. Gibson, die aanvankelijk van plan was om het verhaal zelf te regisseren, schakelde Farhad Safinia in als regisseur. Gibson en Safinia hadden eerder samen Apocalypto (2006) geschreven. In augustus 2016 werd Sean Penn gecast als William Chester Minor. Later die maand werd ook Natalie Dormer aan het project gelinkt. Eind september 2016 werd Ioan Gruffudd gecast. De opnames gingen in september 2016 van start in Dublin (Ierland).
De opnames zorgden voor heel wat onenigheid tussen Gibson en productiebedrijf Voltage Pictures. Gibson eiste vijf extra draaidagen en de kans om in Oxford in plaats van Ierland te filmen. De filmmaker eiste ook zeggenschap over de montage, maar Voltage weigerde wegens tijd- en geldgebrek aan zijn eisen te voldoen, waarna Gibson en Safinia opstapten. Gibson spande verschillende rechtszaken aan tegen Voltage. Producent Zev Foreman werd beschuldigd van onder meer fraude.
Gibsons poging om de film uit de bioscoop te houden, mislukte. Na een lange juridische strijd verwierf Vertical Entertainment in januari 2019 de Amerikaanse distributierechten. In maart 2019 werd de eerste trailer van de film uitgebracht. Gibson en Safinia namen niet deel aan de promotiecampagne van de film. Safinia haalde ook zijn naam van het project; in de credits van de film wordt hij vermeld onder het pseudoniem "P.B. Shemran".
De film werd op 10 mei 2019 in de Amerikaanse bioscoop uitgebracht. In België en Nederland werd de film op respectievelijk 1 mei en 11 juli 2019 uitgebracht.